# 変形双五角錐
変形双五角錐（へんけいそうごかくすい、英: Snub disphenoid）またはデルタ十二面体（デルタじゅうにめんたい、英: Twelve-faced deltahedron）は、デルタ多面体の一種で、同じくデルタ多面体の一種の双五角錐の底面の2辺を切り広げ、隙間に2枚の正三角形を入れたものであり、84番目のジョンソンの立体である。
更に特定の箇所に2枚の正三角形を加えると、同じくデルタ多面体である三側錐三角柱となる。

## 関連図形
| 三側錐三角柱 （特定の部分に正三角形を2枚追加） | 双四角錐反柱 （特定の部分に正三角形を4枚追加） | 双五角錐 （特定の部分の正三角形2枚を除去） |